# Liste der Stolpersteine in Berlin-Kladow
Die Liste der Stolpersteine in Berlin-Kladow enthält die Stolpersteine im Berliner Ortsteil Kladow im Bezirk Spandau, die an das Schicksal der Menschen erinnern, die im Nationalsozialismus ermordet, deportiert, vertrieben oder in den Suizid getrieben wurden. Die Spalten der Tabelle sind selbsterklärend. Die Tabelle erfasst insgesamt 5 Stolpersteine und ist teilweise sortierbar; die Grundsortierung erfolgt alphabetisch nach dem Familiennamen.
| Bild | Name            | Standort                   |      | Verlegedatum  | Leben |
| ---- | --------------- | -------------------------- | ---- | ------------- | --- |
|      | Marian Becker   | Otto-von-Wollank-Straße 30 |      | 12. Juli 2024 | |
|      | Thea Becker     | Otto-von-Wollank-Straße 30 |      | 12. Juli 2024 | |
|      | Wilhelm Becker  | Otto-von-Wollank-Straße 30 |      | 12. Juli 2024 | |
|      | Johanna Schloss | Sakrower Kirchweg 70a      | Lage | 26. Okt. 2010 | * 1. Juni 1885 als Johanna Bildesheim in Salzkotten – Mit ihrem Ehemann Louis Schloss lebte Johanna Schloss in Wolfenbüttel. Dort wurde am 2. August 1913 ihre Tochter Lotte geboren, zwei Jahre später der Sohn Helmut. Als die Umstände in Wolfenbüttel für die jüdische Familie immer schlechter wurden, zogen sie 1937 in das Wochenendhaus des bereits emigrierten Onkels von Louis Schloss nach Kladow. Im Sakrower Kirchweg 70a bewohnten sie ein großes Grundstück mit Zugang zur Havel. Die Tochter beschrieb später die Zeit in Kladow als sehr harmonisch und abgeschirmt von der Außenwelt, wo die Diskriminierungen gegen jüdische Menschen immer schlimmer wurden. Sohn Helmut emigrierte schon vorher nach Palästina, überlebte dort den Krieg und blieb bis zu seinem Tod 1991 in Israel. Tochter Lotte wanderte für ein Jahr nach Mailand aus, wegen der schlechten Umstände kam sie jedoch nach Berlin zurück und suchte dort nach Möglichkeiten nach England oder in ein anderes Land auszuwandern, was ihr mit Kriegsausbruch unmöglich wurde. 1942 mussten Johanna und Louis Schloss ihr Haus in Kladow abgeben und zwangsweise in die Mecklenburgallee in Charlottenburg umziehen. Johanna Schloss musste Zwangsarbeit in einem Rüstungsbetrieb leisten. Am 26. Oktober 1942 wurden Johanna und Louis Schloss nach Riga deportiert und dort drei Tage nach ihrer Ankunft ermordet. Auch die Tochter Lotte sollte noch in derselben Nacht deportiert werden, aber ihr gelang es zu flüchten, als die Gestapo bereits in ihrer Wohnung war. Gemeinsam mit ihrem Freund und späteren Ehemann Herbert Arthur Strauss lebte sie sechs Monate in Berlin im Untergrund bis ihnen 1943 die Flucht in die Schweiz gelang. Von dort wanderten sie in die USA aus. |
|      | Louis Schloss   | Sakrower Kirchweg 70a      | Lage | 26. Okt. 2010 | * 18. Januar 1881 in Zimmersrode – Louis Schloss wurde im hessischen Zimmersrode geboren, seit Ende des 19. Jahrhunderts lebte die Familie jedoch in Wolfenbüttel. Sein Vater führte einen erfolgreichen Viehhandel, den Louis erbte. Er wurde jüdisch erzogen und besuchte eine Talmudschule. Mit seiner Frau Johanna Schloss, geborene Bildesheim, lebte er in Wolfenbüttel, wo am 2. August 1913 ihre Tochter Lotte und zwei Jahre später der Sohn Helmut geboren wurden. Als die Umstände in Wolfenbüttel für die jüdische Familie immer schlechter wurden, zogen sie 1937 in das Wochenendhaus des bereits emigrierten Onkels nach Kladow. Im Sakrower Kirchweg 70a bewohnten sie ein großes Grundstück mit Zugang zur Havel. Die Tochter beschrieb später die Zeit in Kladow als sehr harmonisch und abgeschirmt von der Außenwelt, wo die Diskriminierungen gegen jüdische Menschen immer schlimmer wurden. Sohn Helmut emigrierte schon vorher nach Palästina, überlebte dort den Krieg und blieb bis zu seinem Tod 1991 in Israel. Tochter Lotte wanderte für ein Jahr nach Mailand aus, wegen der schlechten Umstände kam sie jedoch nach Berlin zurück und suchte dort nach Möglichkeiten, nach England oder in ein anderes Land auszuwandern, was ihr mit Kriegsausbruch unmöglich wurde. 1942 mussten Johanna und Louis Schloss ihr Haus in Kladow abgeben und zwangsweise in die Mecklenburgallee in Charlottenburg umziehen. Am 26. Oktober 1942 wurden Johanna und Louis Schloss nach Riga deportiert und dort drei Tage nach ihrer Ankunft ermordet. Auch die Tochter Lotte sollte noch in derselben Nacht deportiert werden, aber ihr gelang es zu flüchten, als die Gestapo bereits in ihrer Wohnung war. Gemeinsam mit ihrem Freund und späteren Ehemann Herbert Arthur Strauss lebte sie sechs Monate in Berlin im Untergrund, bis ihnen 1943 die Flucht in die Schweiz gelang. Von dort wanderten sie in die USA aus. |